# Parkraemeria ornata
Parkraemeria ornata es una especie de peces de la familia de los Gobiidae en el orden de los Perciformes.

## Morfología
Los machos pueden llegar a alcanzar los 4 cm de longitud total.

## Hábitat
Es un pez de Mar y, de clima subtropical y demersal.

## Distribución geográfica
Se encuentran en las Islas Ryukyu y Australia.

## Observaciones
Es inofensivo para los humanos.